# Margarete von Bayern (1363–1423)

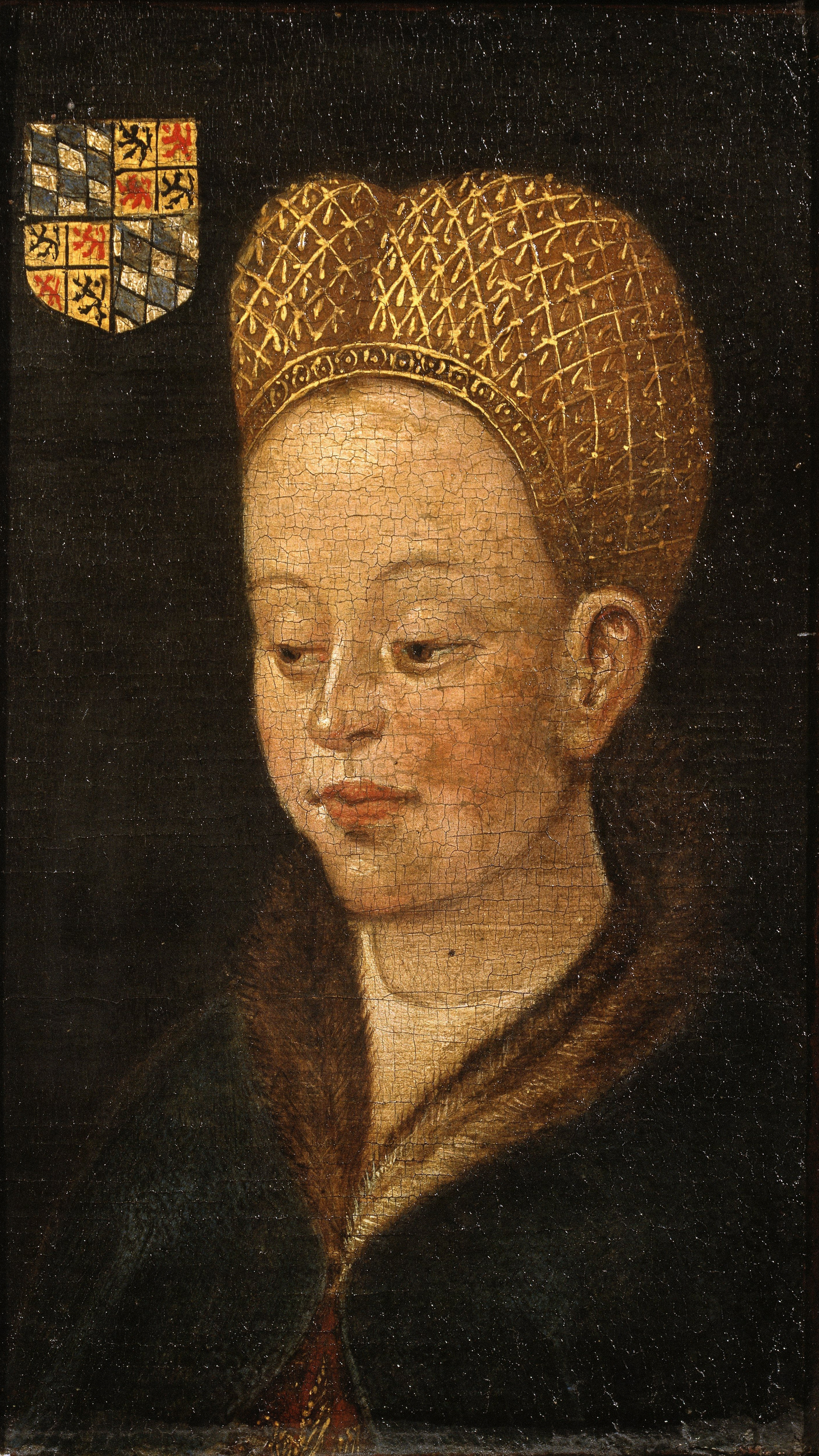
Posthumes Porträt Margaretes aus dem 16. Jh.

Margarete von Bayern (* 1363 wohl in Den Haag; † 1423 in Dijon) war die zweitjüngste Tochter des Wittelsbacher Herzogs Albrecht I. (Bayern) von Straubing-Holland.
Margarete heiratete am 12. April 1385 auf der Doppelhochzeit von Cambrai den acht Jahre jüngeren Erben des Hauses Burgund, Johann Ohnefurcht. Die Hochzeit war ein Großereignis von europäischem Rang und zog über 20.000 Gäste an. Auch der französische König Karl VI. war anwesend. Das Paar hatte acht Kinder, darunter Johanns Nachfolger Philipp den Guten. Margarete besuchte regelmäßig die französische Königin Isabeau, die dem Ingolstädter Zweig der Wittelsbacher entstammte, und ihre Nichte Jakobäa, die Tochter ihres Bruders Wilhelm II.
Nach der Ermordung ihres Gatten im Jahr 1419 bestärkte sie ihren Sohn in seinem Bestreben, Genugtuung für dieses Verbrechen zu fordern. Sie starb 1423 in Dijon und wurde in der Kirche der Kartause Champmol beigesetzt. Margarete konnte noch die ersten Schritte verfolgen, die ihr Sohn zur Gewinnung des holländischen Erbes Jakobäas unternahm, deren Verzicht im Haager Vertrag von 1433 erlebte sie jedoch nicht mehr.

## Nachkommen
Sieben der acht Kinder aus Margaretes Ehe mit Johann Ohnefurcht erreichten das heiratsfähige Alter.
- Marguerite (1393–1441) ⚭ 1) Louis de Valois, duc de Guyenne, 2) Arthur III. de Bretagne
- Marie († 1463) ⚭ 1406 Adolf II., Graf von Kleve und Mark
- Isabelle (1395–1412) ⚭ Olivier de Châtillon, comte de Penthièvre
- Philipp III. von Burgund (1396–1467) ⚭ 1) Michelle de Valois, 2) Bonne d’Artois, 3) Isabel de Portugal
- Jeanne (1399–1406)
- Catherine (1400–1414) ⚭ Louis III. d’Anjou
- Anne (1404–1432) ⚭ John of Lancaster, 1. Duke of Bedford
- Agnès (1407–1476) ⚭ Charles I. de Bourbon